# Spectral Force 3: Innocent Rage
Spectral Force 3: Innocent Rage es un videojuego de rol táctico desarrollado por la compañía Idea Factory para la consola Xbox 360 de Microsoft. El juego fue lanzado al mercado japonés el 11 de agosto de 2006, y posteriormente fue publicado por Atlus en el mercado estadounidense el 29 de julio de 2008.
El juego nunca tuvo un éxito y en la actualidad se le considera un clásico y videojuego de culto a pesar de ya existir otros títulos de la franquicia Spectral Force.

## Historia
Tras la derrota de Jano, el supremo de los demonios y gobernantes de Neverland, en la era Magic 996, una serie de naciones separadas están ahora encerrados en una serie de conflictos interminable.